# ケビン・ナッシュ
ケビン・ナッシュ（Kevin Scott Nash、1959年7月9日 - ）は、アメリカ合衆国のプロレスラー。ミシガン州出身。
ディーゼル（Diesel）のリングネームでも知られ、WWF時代はビッグ・ダディ・クール（Big Daddy Cool）、WCW時代はnWoの中心メンバーとしてビッグ・セクシー（Big Sexy）などの異名で呼ばれた。

## 来歴
学生時代はバスケットボール選手として活動。テネシー大学在籍時には巨体を生かしてセンターに君臨し、NCAAスウィート16進出に貢献した。
テネシー大学卒業後、ドイツのプロバスケットリーグであるProAのギーセン・フォーティシクサーズに入団。2年間プレイしたが、膝を故障して退団することとなった。

### WCW（1990-1993）
プロバスケット選手としての引退後、当時のアメリカのメジャープロレス団体だったWCWと契約。トレーニング施設のパワープラントで基礎を学び、1990年8月24日、ハウス・ショーにおいてドクターX（Dr. X）の名義でデビュー。ビッグバン・ベイダーと対戦するが敗退した。その後、リングネームをスティール（Steel）と改め、ブレイドことアル・グリーンとのタッグチーム、マスター・ブラスターズ（The Master Blasters）を結成。9月5日の "Clash of the Champions #12" では、ブラッド・アームストロング&ティム・ホーナーのライトニング・エクスプレスを5分足らずで一蹴した。以降、スティーブ・アームストロング&トレイシー・スマザーズのヤング・ピストルズと抗争し、NWA USタッグ王者チームだったスタイナー・ブラザーズ（リック・スタイナー&スコット・スタイナー）にも挑戦したがタイトル奪取には至らず、1991年3月にチームを解散。
その後はシングルプレイヤーとなり、5月19日のPPV "SuperBrawl" において、オズの魔法使いをモチーフにした新キャラクターのオズ（Oz）に変身。ケビン・サリバンをマネージャーに迎え、ティム・パーカーから秒殺勝利を収めた。10月、負傷欠場したエル・ヒガンテの代打として新日本プロレスにザ・グレート・オズ（The Great Oz）のリングネームで初来日、獣神サンダー・ライガーともタッグを組んでいる。
その後はカジノの用心棒ビニー・ベガス（Vinnie Vegas）にギミックを変更し、1992年1月21日の "Clash of the Champions #18" においてトーマス・リッチに56秒で勝利。以後、ミスター・ヒューズとの用心棒コンビやダイヤモンド・ダラス・ペイジとのベガス・コネクション（The Vegas Connection）などで活動。5月には新日本プロレスに再来日し、同月17日に大阪城ホールにて橋本真也と対戦した。
1992年はダスティン・ローデスのUS王座やリッキー・スティムボートのTV王座にも挑戦したが、ミッドカードのポジションから脱することはできず、1993年6月にWCWから退団した。

### WWF（1993-1996）

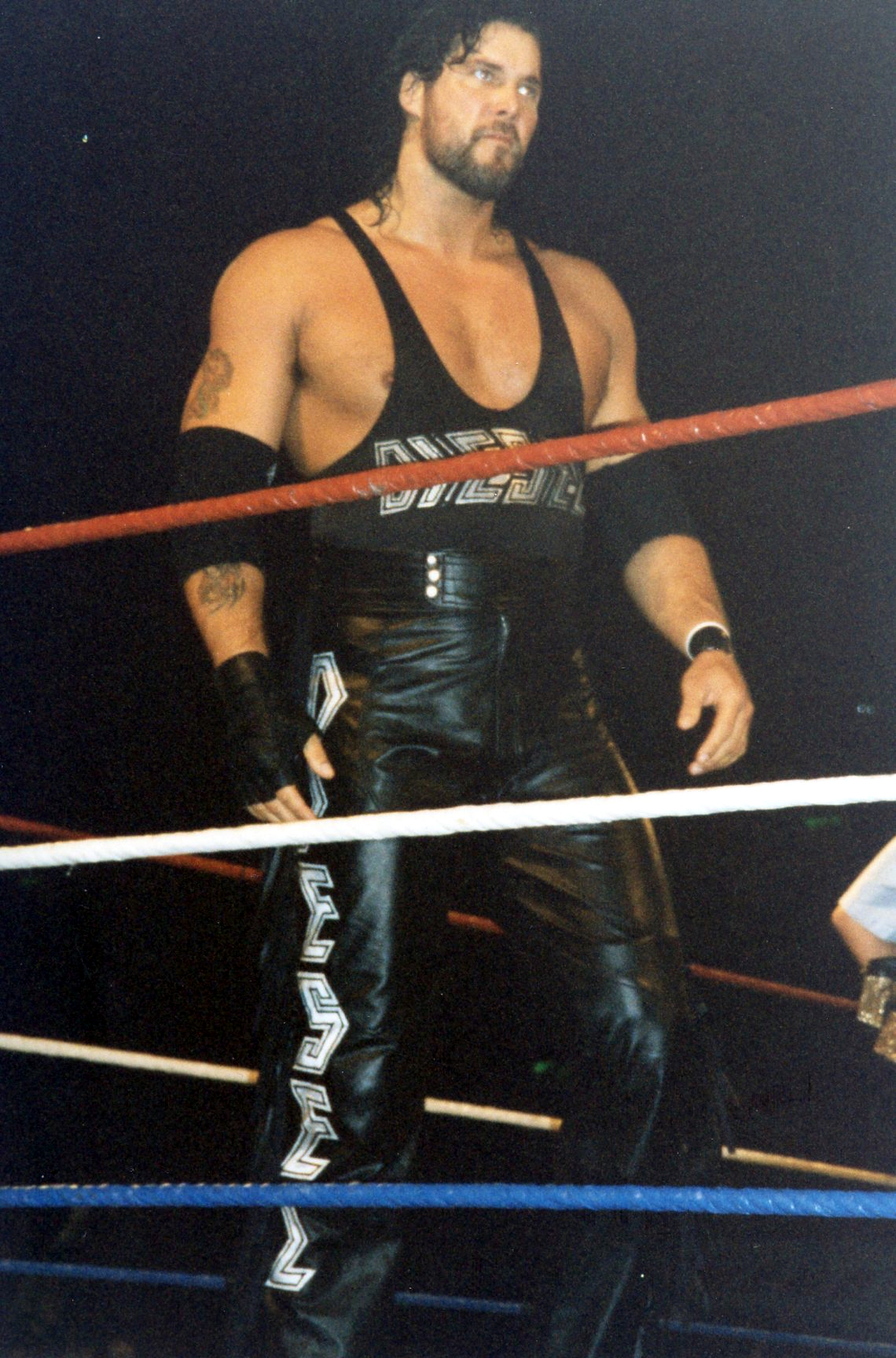
1994年

1993年8月、ショーン・マイケルズのボディーガード、ディーゼル（Diesel）としてWWFに初登場。1994年4月13日、レイザー・ラモンを下してWWFインターコンチネンタル王座を獲得。8月28日にはマイケルズとのコンビでザ・ヘッドシュリンカーズ（サムゥ&ファトゥ）からWWF世界タッグ王座を奪取した。
その後、同年11月23日のサバイバー・シリーズ1994にてマイケルズと仲間割れし、タッグ王座を返上してベビーフェイスに転向。3日後の11月26日、ニューヨークのマディソン・スクエア・ガーデンにてミスター・ボブ・バックランドを破り、WWF世界ヘビー級王座を獲得。以降、1995年11月19日のサバイバー・シリーズ1995でブレット・ハートに敗れるまで、前王者バックランド、マイケルズ、オーエン・ハート、ジェフ・ジャレット、キングコング・バンディ、バンバン・ビガロ、サイコ・シッド、キング・メイブル、ヨコズナ、ジャン＝ピエール・ラフィット、ウェイロン・マーシーなどを挑戦者に、約1年間王座を保持した。これはハルク・ホーガン以降のWWF王座の最長保持記録となっている。また、リング外ではマイケルズ、ラモン、1-2-3キッド、ハンター・ハースト・ヘルムスリーらで構成されたグループ、クリックの一員となって活動した。
しかし、WCWから巨額の契約金と年俸を提示されたため、1996年5月、まだ契約期間が残っているにもかかわらず、レイザー・ラモンと共にWWFを退団。WWFでの最後の試合（5月19日、マディソン・スクエア・ガーデンにおけるマイケルズとのスチール・ケージ・マッチ）は、クリックのメンバーがベビーフェイスとヒールの敵対関係を無視してリング上で抱擁を交わすという掟破りの事件となり、通称「カーテンコール」として知られている。

### WCW（1996-2001）
1996年7月1日、マンデー・ナイトロにてラモンとのジ・アウトサイダーズ（The Outsiders）としてWCWに参戦。当初はビンス・マクマホンの指示でWCWを潰しに来たと称し、初登場時は放送ブースにいたエリック・ビショフに「WWFの悪口を言い触らしているのはてめぇか!」と迫り、ビショフをブースから引きずり出して通路にジャックナイフで叩きつけた。
これはビショフの考えた『WWF vs WCW』というアングルに基づいてのものだった。さらに盟友のマイケルズ、ヘルムスリー、そして1-2-3-キッドことショーン・ウォルトマンの参戦を匂わす発言もしていたが、結局このアングルに関連して移籍してきたのはウォルトマンと、既にセミリタイアしていたジャック・ルージョー、契約だけで出場機会がなかったカール・ウエレだけだった。これはWWFが様々な対抗処置を講じた結果である。また、『ディーゼル』『レイザー・ラモン』のリングネームはWWFが商標登録していたために、アウトサイダーズはそれぞれリングネームを本名の『ケビン・ナッシュ』『スコット・ホール』に戻さなければならなかった。
結局『WWF vs WCW』はアウトサイダーズ参戦から1ヶ月足らずで頓挫。WCWは急遽アングルを練り直す事態に陥ってしまう。そこで新たに考え出されたアングルがnWoである。これは当時WCWで浮き上がっていたホーガンが、トップ復帰を狙ってナッシュとホールを抱き込んで結成したものだったとされる。以後、nWoはライバル団体WWFを廃業寸前に追い込むまでの一大ムーヴメントを巻き起こす。
nWo結成後、メンバーが拡大していく中でナッシュはホールとのアウトサイダーズで活動し、WCW世界タッグ王座を保持していたハーレム・ヒート（スティービー・レイ&ブッカーT）と抗争を展開。10月27日のHalloween Havoc 1996での王座戦に勝利してベルトを奪取した。
1997年3月5日、新日本プロレスのStrong Style Evolution in 大阪ドームに参戦。ホール&蝶野正洋と組んで武藤敬司&スタイナー・ブラザーズから勝利を収めた。
9月1日、ナイトロにて復活したフォー・ホースメンに対して、コナン、バフ・バグウェル、シックスと共にホースメンに扮して挑発し、挑戦状を叩きつける。14日のFall Brawl 1997にはコナン、バグウェル、シックスとのチームnWoで出場し、ホースメン（リック・フレアー、カート・ヘニング、クリス・ベノワ、スティーブ・マクマイケル）とのウォー・ゲームに勝利した。
1998年5月、nWoは二派に分裂。ナッシュはnWoウルフパックを結成し、ホーガン率いるnWoハリウッドと抗争。12月27日、スターケード1998にてビル・ゴールドバーグと反則裁定一切なしの対決を行い、セキュリティースタッフに扮したホールのスタンガンでの攻撃によるアシストで勝利。ゴールドバーグの連勝記録を173勝で終止符を打ったのと同時にWCW世界ヘビー級王座を獲得した。
1999年1月4日、ホーガンとWCW世界ヘビー級王座戦を行い、WCWを崩壊に導いたフィンガーポーク・オブ・ドゥームにてベルトをホーガンへと譲り、nWo復活を宣言。
フィンガーポーク・オブ・ドゥームの一件によりnWoは価値を落とし、復活したもののすぐにメインストーリーより除外される。ナッシュはWCW世界ヘビー級王座戦線で活動し、2000年1月にはWWF時代の旧敵ブレット・ハート、シッド・ビシャス、ジェフ・ジャレットなどと抗争を展開した。10月よりWCWパワープラントの後輩である若手ユニット、ナチュラル・ボーン・スリラーズの総帥になるも、造反してWCWを乗っ取ろうとしたスリラーズに対抗してダイヤモンド・ダラス・ペイジとジ・インサイダーズ（The Insiders）を結成し、WCW世界タッグ王座を巡り抗争した。
2001年1月からはスコット・スタイナーとWCW世界ヘビー級王座を争い、2月18日のSuper Brawl Revengeにて引退を懸けた王座戦3本勝負を行うが敗退。そのまま引退することになったが、WCWも3月にWWFに買収されて崩壊を迎えた。

### WWE（2002-2003）
WCW崩壊後、復帰する情報などもなく沈黙を貫いていたが2002年2月17日、ノー・ウェイ・アウト2002にてホーガン、ホールと共に登場し、オリジナルnWoを再結成した。3月11日のRAWにてホーガン&ホールと組んでストーン・コールド・スティーブ・オースチン&ザ・ロックと3vs2によるハンディキャップマッチを行い勝利するが、直後にホーガンはnWoから脱退。代わりにXパックを迎えてホーガンと抗争を展開するかと思われたが膝の故障により離脱。7月に復帰するも大腿二頭筋断裂という重傷を負い再び長期欠場となる。
2003年4月に復帰。6月よりトリプルHとWWE世界ヘビー級王座を巡りストリートファイトやヘル・イン・ア・セルでアピールしたものの頚部の故障が悪化し、再び満身創痍な状態に陥ってしまいテストに秒殺敗戦、クリス・ジェリコとヘアーvsヘアー・マッチで敗戦して髪を切られるなど精彩を欠き、8月24日のサマースラム2003のWWE世界ヘビー級王座争奪エリミネーション・チェンバーマッチを最後に欠場。契約満了に伴いWWEから退団した。

### TNA（2004-2010）

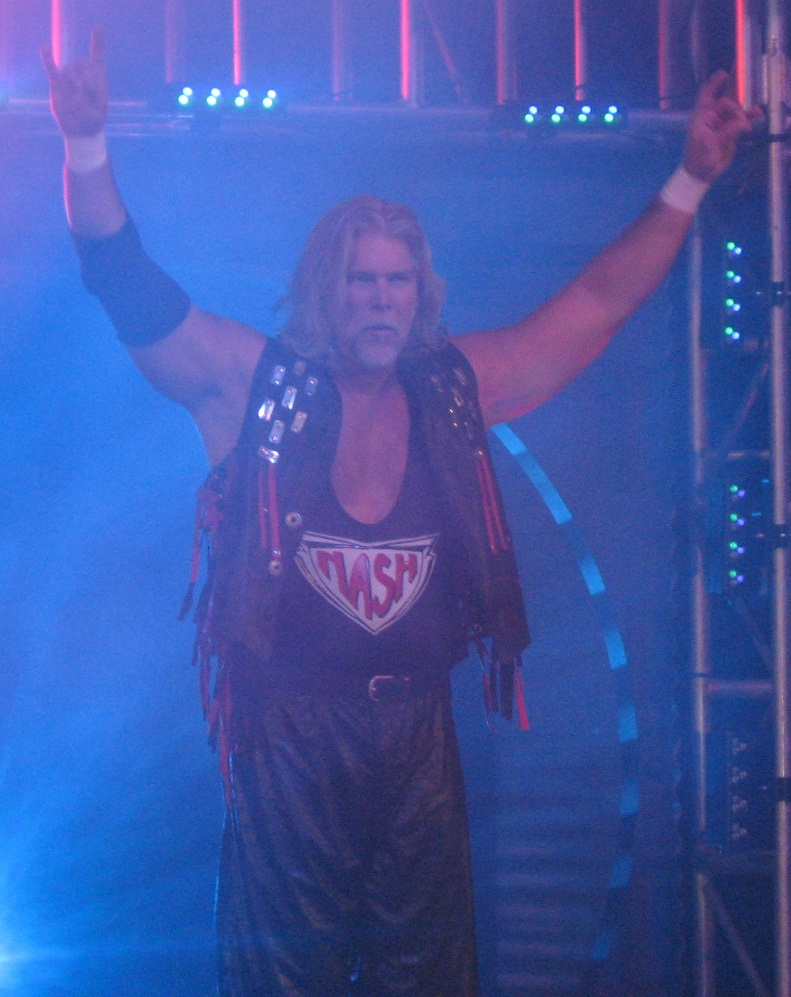
2008年

WWE退団後、2004年5月15日に日本のハッスルに参戦。ホールとジ・アウトサイダーズを再結成。橋本真也 & 小川直也と対戦するが敗戦した。
11月よりホールと共にTNAと契約を交わし入団。12月5日、Turning Point 2004にてホール&ジャレットとキング・オブ・レスリング（Kings of Wrestling）なるユニットを結成してジェフ・ハーディー&AJスタイルズ&ランディ・サベージと対戦するが敗戦。
2005年2月13日、Against All Odds 2005にてNWA世界ヘビー級王座を保持するジャレットに挑戦するも敗戦。
2006年6月、アレックス・シェリー&オースチン・スター&ジョニー・デバインの3者で結成されたユニットであるパパラッチ・プロダクション（Paparazzi Productions）の用心棒となり、クリス・セイビン&ジェイ・リーサルと抗争を展開。
2007年11月11日、Genesis 2007にてTNA世界ヘビー級王座を保持するカート・アングルと組んでブッカーT & スティングと勝者がベルトを獲得できる変則タッグマッチを行い、ナッシュがフォールしようとしたところにアングルが割って入り王座を防衛されてしまう。この一件によりアングルとは敵対関係になり、エリック・ヤング、サモア・ジョー、クリスチャン・ケイジと共闘してアングル率いるアングル・アライアンスと抗争を展開。
2008年、サモア・ジョー、スタイルズといった中堅レスラーの台頭に危機感を覚え、10月23日、iMPACT!にてメインイベント・マフィア（Main Event Mafia）を結成。アングルが中心となってスティング、ブッカーT、スコット・スタイナーといったレジェンドレスラーが集結。試合ではスティングと組んでAJスタイルズ&サモア・ジョーから勝利してリングを占拠した。
2009年1月4日、新日本プロレスのレッスルキングダムIIIに参戦。メインイベント・マフィアとしてアングルと共に来日して蝶野&長州力と日米レジェンドタッグを結成し、カール・アンダーソン&石井智宏&飯塚高史&ジャイアント・バーナードとの8人タッグマッチで勝利を収めた。
3月21日、ウィスコンシン州を拠点とするインディー団体であるGLCW（Great Lakes Championship Wrestling）のTwo Words... Too Sweetにてホールと組んでジ・アウトローズ（BGジェイムス&キップ・ジェイムス）とnWo vs D-ジェネレーションXを実現するも試合途中にホールを裏切り敗退。7月19日、Victory Road 2009にてTNAレジェンズ王座を保持するスタイルズに挑戦して勝利し、ベルトを奪取した。
2010年1月1日、TNAに復帰したホール、シックス・パックとTNA版nWoとも言えるザ・バンド（the BAND）を結成。5月4日、ホールと組んでヘルナンデスと喧嘩別れして孤立していたTNA世界タッグ王者であるマット・モーガンに挑戦して勝利し、ベルトを奪取するが6月にホールはTNAより解雇となる。エリック・ヤングやスティングを加入させて巻き返しを図るも10月10日、TNA年間最大のPPVであるバウンド・フォー・グローリー2010を最後にザ・バンドは終焉を迎え、ナッシュも契約満了に伴いTNAから退団した。

### WWE（2011）

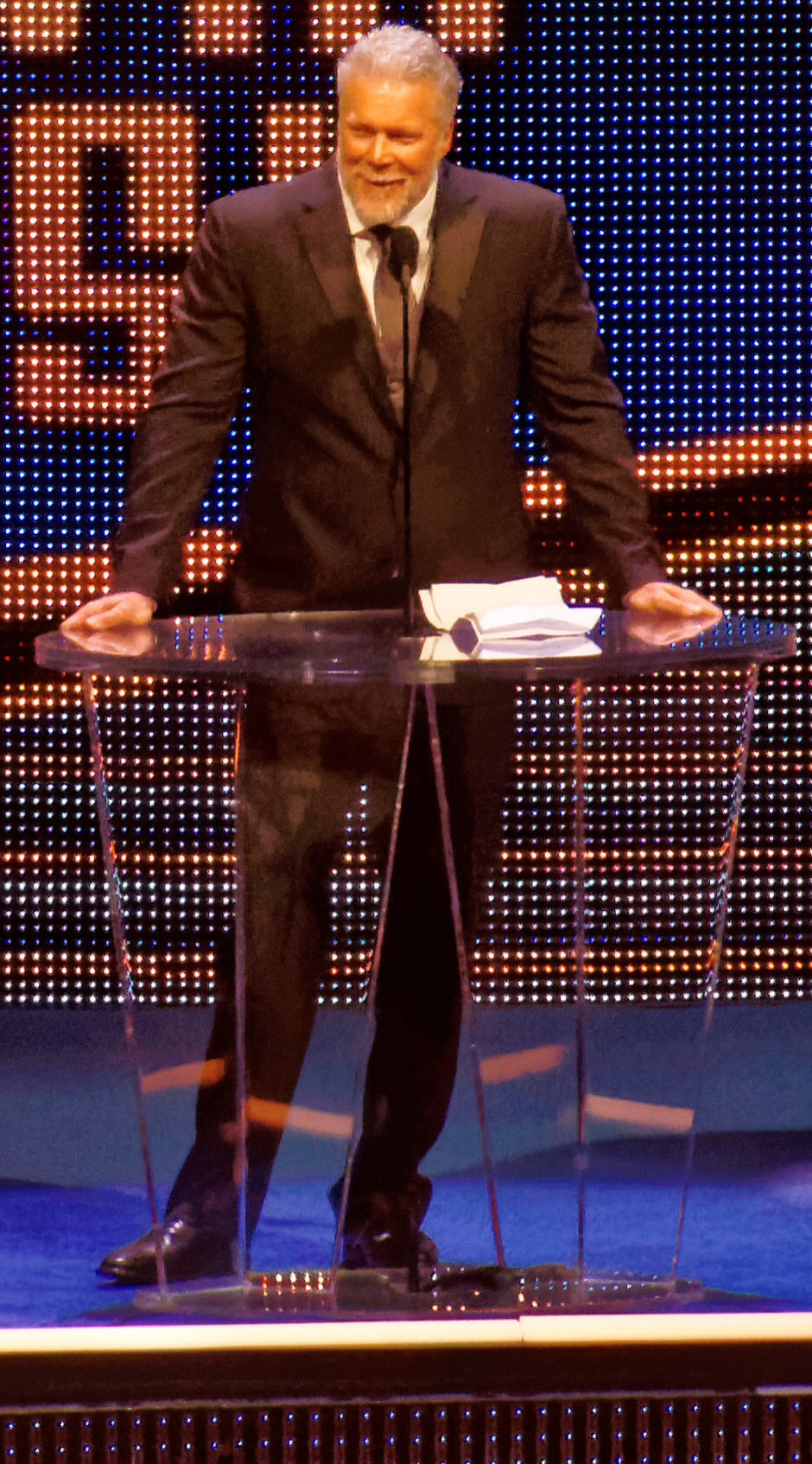
2015年（Hall of Fame）

2011年、WWEとレジェンド契約を交わし再入団。1月30日のロイヤルランブル2011に出場。WWF時代のリングネームであるディーゼル名義で32番目にサプライズ登場を果たした。
5月14日、カナダオンタリオ州を拠点にするインディー団体であるCWI（Championship Wrestling International）のBrawl At The Bush IIに参戦し、CWIヘビー級王座を保持するスコット・スタイナーに挑戦するが敗戦。
8月12日、WWFやWCWに所属経験のあるICPが主宰するJCW（Juggalo Championship Wrestling）のLegends & Iconsに参戦。ホールをセコンドに従え、Xパックと組んでjWo（Juggalo World Order）を結成してニュー・エイジ・アウトローズに勝利。
8月14日のサマースラム2011では、ジョン・シナを破りWWEヘビー級王者となったCMパンクを急襲。そこへミスター・マネー・イン・ザ・バンクとしてWWE王座への挑戦権を持つアルベルト・デル・リオが登場しパンクをフォール。デル・リオの王座戴冠を援護する形となった。
10月15日、バージニア州を拠点とするAWE（Awesome Wrestling Entertainment）のNight of the Legendsに参戦。ダイヤモンド・ダラス・ペイジと組んで往年のベテランタッグであるロックンロール・エクスプレス（リッキー・モートン&ロバート・ギブソン）と対戦するがノーコンテストに終わった。
12月18日、PPVのTLC 2011にてクリック時代の盟友トリプルHとスレッジハンマー・ラダー・マッチで対戦するが、ハンマーで顔面を一撃され敗退した。

### インディー団体（2012-）
2012年1月、WWEとの契約が満期となり退団。5月26日、JCWのHatchet Attacksに参戦。Xパックと組んでヘッドバンガーズ（モッシュ&スラッシャー）に勝利。同年9月23日、全日本プロレスの横浜文化体育館大会に出場。nWoで共闘した武藤敬司とタッグを組み、真田聖也&太陽ケアと対戦。得意技のジャックナイフで真田を沈め、日本のファンに健在ぶりをアピールした。
2013年は、3月にBTW（Big Time Wrestling）のSpring Tour 2013に参戦、nWoで共闘したバフ・バグウェルとタッグを組んでデルフォンゾ・ブラザーズ（エディ・デルフォンゾ&トニー・デルフォンゾ）と一週間に5試合を行い、全戦全勝した。7月13日にはFSW（Future Stars Of Wrestling）にて久々の王座戦を行い、FSWヘビー級王者のタイショーン・プリンスに挑戦するが反則負けを喫した。9月21日にはNEW（Northeast Wrestling）にてスコット・ホールをセコンドに従え、スコットの息子であるコーディ・ホールとタッグを組んでアウトキャスト・キラーズ（ディアブロ・サンティアゴ&オマーン・トゥーガ）に勝利した。
2014年1月26日、WWEのロイヤルランブル2014にて14番目に登場。ジャック・スワガーを脱落させるがロマン・レインズに落とされ9番目の退場者となった。
2015年3月28日、WWE殿堂に迎えられる。WWF時代の盟友であるマイケルズがインダクターを務め、最後はクリックのメンバーが登場して抱擁を交わした。
2019年12月、今度はnWoとして2020年度のWWE殿堂入りを果たした。

## その他
- 2010年より自身が主宰するインディー団体であるBBWF（Bad Boys of Wrestling Federation）を設立している。
- 2014年12月24日、息子であるトリステン・ナッシュに対して虐待の家庭問題により逮捕。後にトリステンが妻であるタマラに対して冒涜行為をした為に手を出した事が発覚。両者共に軽犯罪ではあるがすぐに釈放されたものの、ナッシュはWWEよりレジェンド契約を停止された[18]。

## 得意技

### フィニッシュ・ホールド
ジャックナイフ・パワーボム
自身の長身を利用した投げっ放しのパワーボム。ナッシュの場合は、通常のパワーボムのように体を前屈させず、相手を頭上まで担ぎ上げ、2メートル以上の落差から投げ捨てる。
ザ・ジャイアントを持ち上げたこともあるが、最終的には失敗して首からマットに突き刺してしまった。

### 打撃技
エルボー
バック・エルボー
主にカウンターなど使用。
ナックルパート
ビッグ・ブート
クローズライン
主にカウンターで使用。

### 投げ技
スープレックス
スーパープレックス
ベリー・トゥー・バック・スープレックス
抱え上げ式バックドロップを使用。
サイドウォークスラム
スネーク・アイズ
チョークスラム

## 入場曲
WCW
- Ride the Bus
- Rockhouse
- Ready or Not
- Wolfpac

WWF / WWE
- Diesel
- Diesel Blues
- Jackknife
- Rockhouse

TNA
- Dre
- Strut
- Main Event Mafia
- Saturn
- The Band

## タイトル歴
WWF / WWE
- WWF世界ヘビー級王座：1回

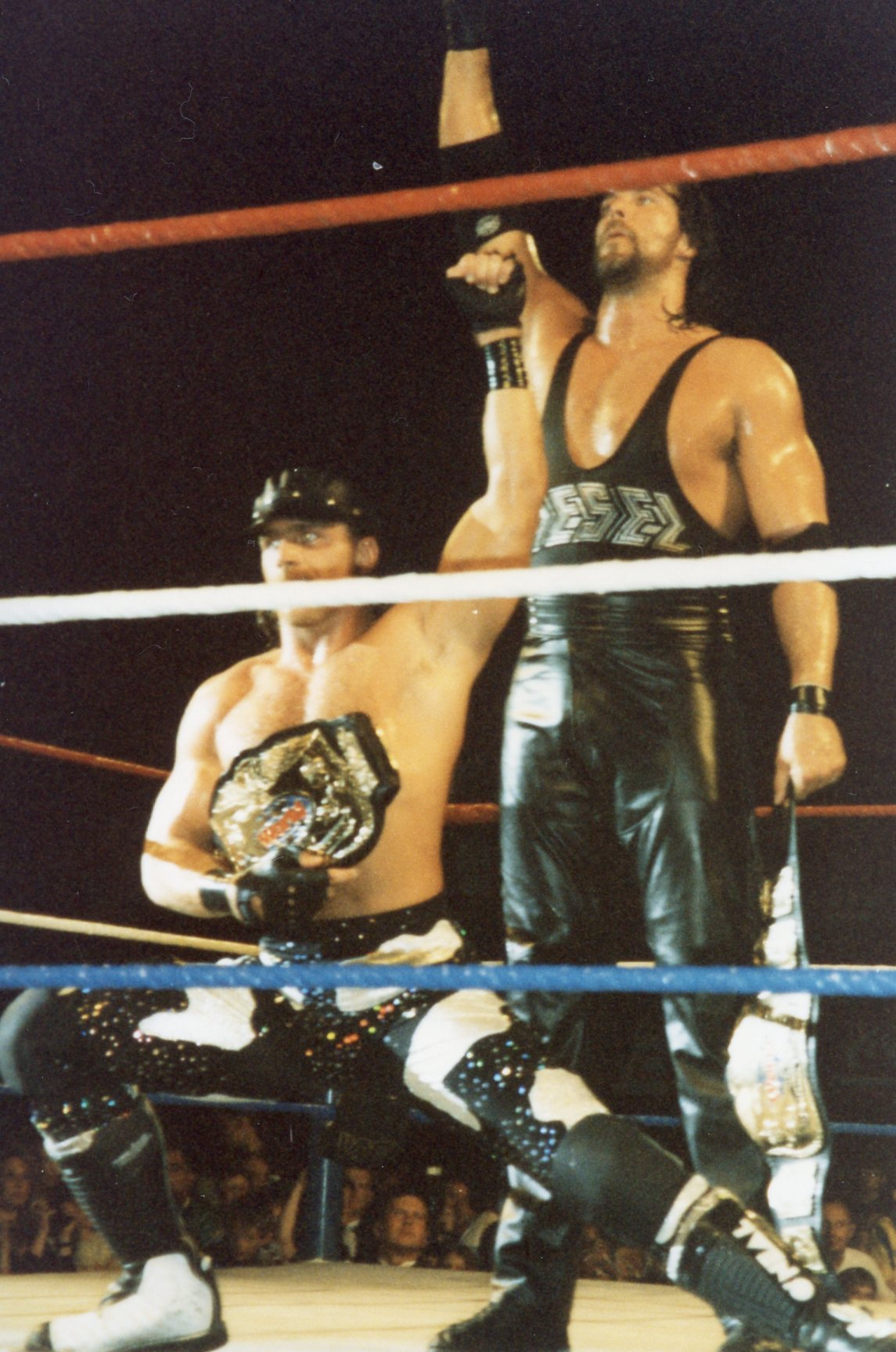
WWF世界タッグ王者時代

- WWF世界タッグ王座：2回（w / ショーン・マイケルズ）
- インターコンチネンタル王座：1回
- トリプルクラウン達成
- WWE殿堂：2015年、2020年（nWoとして）[17]

WCW
- WCW世界ヘビー級王座：5回
- WCW世界タッグ王座：9回（w / スコット・ホール×6、ダイヤモンド・ダラス・ペイジ×2、スティング×1）

TNA
- TNAレジェンズ王座 : 2回
- TNA世界タッグ王座 : 1回

## 出演

### 映画
- ミュータント・ニンジャ・タートルズ2（1991年）スーパーシュレッダー
- パニッシャー（2004年）ザ・ロシアン
- ジョン・ウィック フランシス
- マジック・マイク （2012年）ターザン
- マジック・マイクXXL（2015年）ターザン